# Carl-Eric Thors
Carl-Eric Thors, född 8 juni 1920 i Oravais, död 4 oktober 1986 i Helsingfors, var en finlandssvensk professor i nordiska språk vid Helsingfors universitet 1963–1985.

## Biografi
Thors disputerade 1949 vid Helsingfors universitet och verkade därefter som docent och som äldre lektor vid Svenska lycéet och vid Nykarleby seminarium. Han var biträdande professor i nordisk filologi i Helsingfors 1958–1960, professor i svenska vid Jyväskyläs pedagogiska högskola 1960-62 och professor i nordisk filologi i Helsingfors 1963–1984. Han blev 1969 prodekanus inom den humanistiska sektionen. Han utnämndes till hedersdoktor vid Åbo Akademi 1974.
Thors intresserade sig för ortnamnsforskning och för den finlandssvenska befolkningens ålder och geografiska ursprung. Hans digraste verk berörde fornsvenska, där han bland annat utredde latinets betydelse för svensk språkutveckling. Hans studie av den kristna terminologin i fornsvenskan har spelat en stor roll i diskussionen om den tidigaste utländska missionen i Sverige. Han skrev också mycket populärvetenskap.
Thors var en ivrig språkvårdare och blev medlem i Svenska språkvårdsnämnden 1963 och ordförande 1965-84. Han skrev en språkspalt i Hufvudstadsbladet 1973–1985, Vasabladet 1966–1980 och Jakobstads tidning 1955–1958. Han medverkade  också i radioprogrammet Språkväktarna 1977–1982.
Thors var en centralgestalt inom det finlandssvenska kulturlivet. Han var styrelsemedlem av Svenska litteratursällskapet från 1966 och ordförande 1979–1983. Han var medlem av Svenska folkpartiets centralstyrelse 1950–1953, I studentexamensnämnden 1966-84 och hade styrelseuppdrag i Holger Schildts förlag. Han var medlem av Gustav Adolfs Akademien, Vetenskapssocieteten i Lund och Finska Vetenskapsakademien. Han fungerade som inspektor för Vasa nation åren 1981–1985.
Carl-Eric Thors var far till politikern Astrid Thors.

## Priser och utmärkelser
- Erik Wellanders språkvårdspris 1975
- Svenska Akademiens Finlandspris 1984
- Vasa nations förtjänsttecken i guld